# Chybová funkce

Graf chybové funkce

V matematice pojem chybová funkce (také Gaussova chybová funkce) označuje speciální funkci, která není elementární; sigmoidního tvaru; se kterou se lze setkat ve statistice, teorii pravděpodobnosti atd. Je definována jako:
{\displaystyle \operatorname {erf} (x)={\frac {2}{\sqrt {\pi }}}\int _{0}^{x}e^{-t^{2}}\,\mathrm {d} t.}
Doplňková chybová funkce, značná erfc, je definována jako:
{\displaystyle {\begin{aligned}\operatorname {erfc} (x)&=1-\operatorname {erf} (x)\\&={\frac {2}{\sqrt {\pi }}}\int _{x}^{\infty }e^{-t^{2}}\,\mathrm {d} t.\end{aligned}}}
Imaginární chybová funkce, značená erfi, je definována jako:
{\displaystyle \operatorname {erfi} (z)=-i\,\,\operatorname {erf} (i\,z).}
Pokud je chybová funkce vypočítána pro libovolný komplexní argument z, pak je výsledná komplexní chybová funkce obvykle brána v omezené formě, jako Krampova funkce:
{\displaystyle w(z)=e^{-z^{2}}\operatorname {erfc} (-iz).}